# “神威-2018”海上阅兵
“神威－2018”海上阅兵，是中国人民解放军于2018年4月12日在中国海南省三亚市以南约10海里南海海域举行的一次海上阅兵活动，是中华人民共和国成立以来规模最大的海上阅兵。
本次海上阅兵共有48艘军舰、76架战机、1万多名官兵参与。除辽宁号航空母舰参阅外，中国最新型的战略核潜艇和攻击型核潜艇也首次公开亮相。此次阅兵中参演的48艘军舰，有超过一半是在2012年中共十八大后列装，服役不到5年。中共中央总书记、国家主席、中央军委主席习近平检阅部队并发表讲话，这也是习近平自2012年出任中共中央总书记和中央军委主席后首次海上阅兵。

## 流程
本次阅兵参阅舰艇共50艘，其中受阅舰艇48艘、检阅舰1艘、护航舰1艘。包括6艘核潜艇，6艘常规动力潜艇，1艘航空母舰，1艘大型补给舰，11艘驱逐舰，5艘护卫舰，8艘轻型护卫舰，以及4艘登陆舰、8艘后勤保障船。受阅军舰按作战编组组成战略打击、水下攻击、远海作战、航母打击、两栖登陆、近海防御、综合保障等7个作战群。受阅飞机组成舰载直升机、反潜巡逻作战、预警指挥、远海作战、对海突击、远距支援掩护、制空作战等10个空中梯队，在受阅舰艇编队上方凌空飞过。
本次海上阅兵式阅兵舰为052D型长沙号导弹驱逐舰（173），阅兵护航舰为052D型昆明号导弹驱逐舰（172）。

### 海上分列式
| 舰艇型号           | 受阅舰艇名称 |
| ------------------ | --- |
| 战略打击梯队       | |
| 09IVA型战略核潜艇  | 两艘 |
| 09III型核潜艇      | 两艘 |
| 09IIIB型核潜艇     | 两艘 |
| 水下攻击梯队       | |
| 039型潜艇          | 两艘 |
| 039A型潜艇         | 两艘 |
| 039B型潜艇         | 两艘 |
| 远海作战梯队       | |
| 052D型导弹驱逐舰   | 合肥舰（174）、银川舰（175）                                                                                               |
| 052C型导弹驱逐舰   | 长春舰（150）、郑州舰（151）                                                                                               |
| 054A型导弹护卫舰   | 衡水舰（572）、岳阳舰（575）                                                                                               |
| 航母打击梯队       | |
| 052C型导弹驱逐舰   | 兰州舰（170）、海口舰（171）                                                                                               |
| 052D型导弹驱逐舰   | 厦门舰（154） |
| 001型航空母舰      | 辽宁舰（16） |
| 901型综合补给舰    | 呼伦湖舰（965） |
| 051C型驱逐舰       | 石家庄舰（116） |
| 054A型导弹护卫舰   | 临沂舰（547）、许昌舰（536）                                                                                               |
| 两栖登陆梯队       | |
| 071型综合登陆舰    | 昆仑山舰（998）、长白山舰（989）                                                                                           |
| 072A型大型登陆舰   | 五台山舰（917）、武夷山舰（914）                                                                                           |
| 054A型导弹护卫舰   | 衡阳舰（568） |
| 052C型导弹驱逐舰   | 济南舰（152） |
| 远海防御梯队       | |
| 056A型护卫舰       | 黄石舰（502）、信阳舰（501）、汉中舰（520）、秦皇岛舰（505）、荆门舰（506）、六盘水舰（514）、曲靖舰（508）、百色舰（585） |
| 综合保障梯队       | |
| 815A型侦察船       | 天王星舰（853） |
| 903A型综合补给舰   | 骆马湖舰（964） |
| 920型医院船        | 岱山岛舰（866） |
| 综合实验船         | 李四光舰（894） |
| 891A型远海训练舰   | 戚继光舰（83） |
| 海洋综合测量调查船 | 邓稼先舰（874） |
| 926型潜艇支援舰    | 海洋岛舰（864） |
| 拖船               | 北拖739船 |